# ルタ・リーブリ
ルタ・リーブリ（ポルトガル語: Luta Livre）もしくはルタ・リーブルは、ブラジルの格闘技である。エウクリデス・ハテムという人物によって創始された。
グレコローマンスタイルレスリングに腕と足の関節技と絞め技を取り入れた格闘技である。創られた当初は競技制度を持たず、完全な実戦格闘技だったらしい（ただし、試合の代わりにバーリトゥードが存在した）。しかし、後にルタ・リーブリ・エスポルチーバ（エスポルチーバはスポーツの意）という競技が出来、1996年10月には初の統一組織「リオ・デ・ジャネイロ・スポーツ・ルタ・リーブリ連合」が出来た。
ブラジリアン柔術とは何かと因縁がある（ブラジリアン柔術を始めたくても、柔術着を購入できない貧困層がブラジル国内には多く、ルタ・リーブリはそうした人間の受け皿となっているため）。対抗戦も行われている。
なお、ルタ・リーブリは「自由な戦い」という意味のポルトガル語であり、スペイン語圏（とりわけメキシコ）でプロレスを指すルチャリブレと同義である。

## 段級制度
ルタ・リーブリではブラジリアン柔術とは違い昇段は試合の実績ではなく、生徒の練習風景を1か月間に渡り観察することによって決められる。